# António Correia de Campos
António Fernando Correia de Campos GCIH (Viseu, Torredeita, 14 de dezembro de 1942) é um jurista e político português.

## Biografia
Filho de Fernando David Rodrigues de Campos e de sua mulher Maria Amélia Cardoso Correia de Almeida, tem por irmãs Clara, Maria Amélia, Maria Fernanda (Viseu, Torredeita, 23 de Abril de 1937), Licenciada em Filologia Românica e Professora do Ensino Secundário, casada (Viseu, Torredeita, 23 de Dezembro de 1967) com Álvaro Graco da Cunha Gregório, com geração, e Ana Maria da Encarnação (Viseu, Torredeita, c. 1952), Licenciada em Medicina, na especialidade de Ginecologia e Obstetrícia, com Mestrado em especialidade de Sexologia e Directora do serviço de obstetrícia da Maternidade Alfredo da Costa, em Lisboa, com geração feminina natural de Francisco Louçã.
Licenciado em Direito pela Faculdade de Direito da Universidade de Coimbra (1966), mestre em Saúde Pública, pela Universidade Johns Hopkins (1978) e doutor em Saúde Pública pela Universidade Nova de Lisboa (1982), é professor catedrático da Escola Nacional de Saúde Pública da Universidade Nova de Lisboa.
Exerceu funções como Ministro da Saúde dos XVII (2005–2008) e XIV (2001–2002) Governos, Presidente do Conselho Científico do Instituto Europeu de Administração Pública de Maastricht (2000–2001), deputado à Assembleia da República, eleito pelo PS (1991–2002), Secretário de Estado da Saúde do V Governo Constitucional (1979) e secretário de Estado do Abastecimento do V Governo Provisório (1975). É Deputado ao Parlamento Europeu (desde 2009). Antes de se filiar no PS (1984), Correia de Campos foi militante do Movimento Democrático Português.
A 28 de Junho de 2005 foi agraciado com a Grã-Cruz da Ordem do Infante D. Henrique.
Defende o fim da ADSE considerando que o sistema é mau. Considera que a ADSE serve apenas para favorecer a medicina privada e não fazer sentido que os funcionários públicos sejam beneficiados com um sistema de saúde que não é igual para todos os portugueses.
O seu nome encontra-se na lista de colaboradores da publicação académica Quadrante (1958–1962) publicada pela Associação Académica da Faculdade de Direito de Lisboa.
Foi eleito Presidente do Conselho Económico e Social a 14 de Outubro de 2016, após não ter conseguido ser eleito a 20 de Julho de 2016 devido a desentendimentos entre PS e PSD, partidos essenciais para garantir a sua eleição. Em 2020, tentou reeleição para segundo mandato na presidência do Conselho Económico e Social, mas falhou a maioria de 2/3 dos votos dos deputados à Assembleia da República, pelo que cessou funções como presidente do CES.